# Міст Анни Ягеллонки (Варшава)

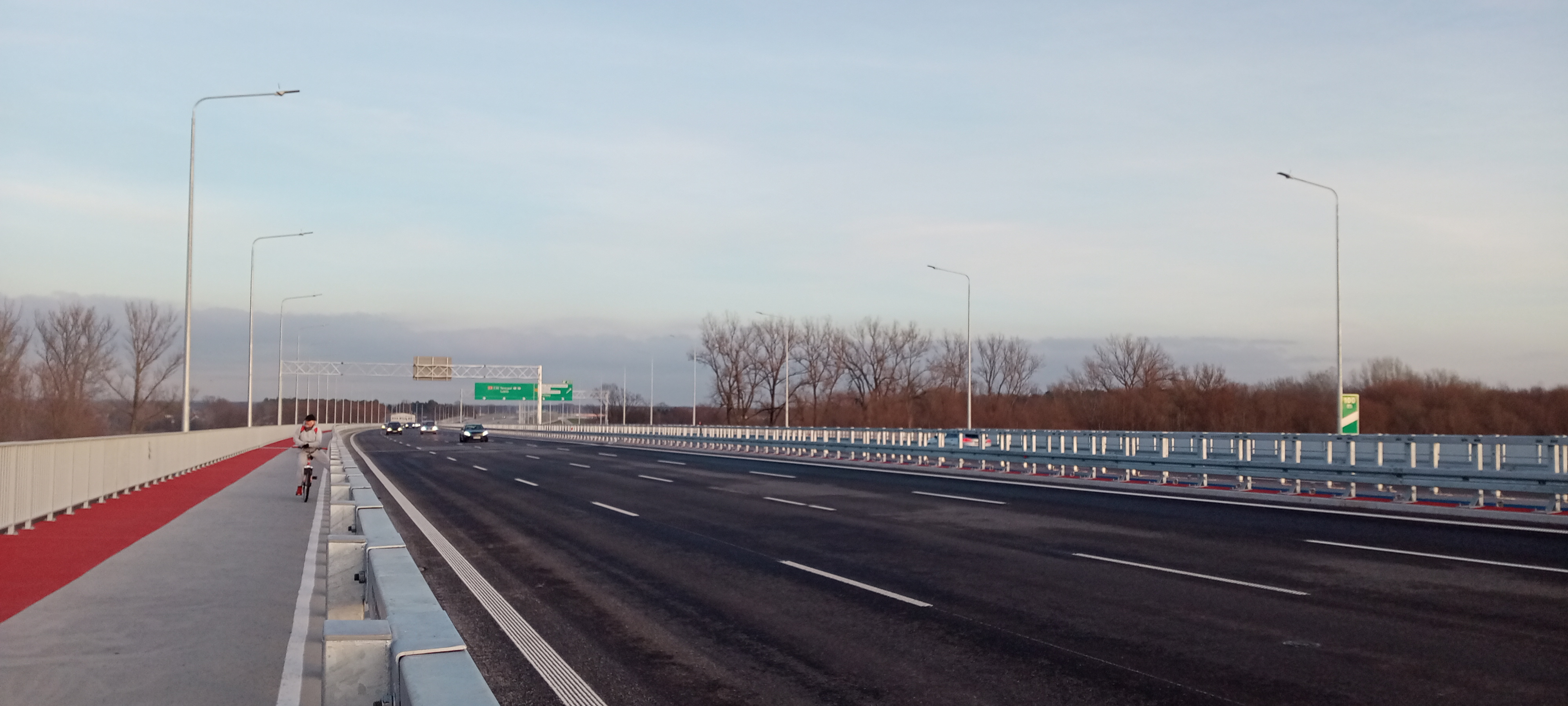
Північна проїздна частина траси S2 на мосту, грудень 2020 р

Міст Анни Ягеллонки (до 2021 року і неофіційно Південний міст) — міст уздовж Варшавської швидкісної магістралі, що є частиною швидкісної дороги S2. Він з'єднує розв'язку «Варшава Вілянув» (Warszawa Wilanów), розташовану у Вілянові, з розв'язкою «Вал Медзешинський» (Wał Miedzeszyński) у Вавері. Це дев'ятий автомобільний міст і найдовший (1,5 км з під'їзними шляхами) і найпівденніший міст Віслу в Варшаві.
Будівництво мосту почалося 21 червня 2017 року і мало завершитися влітку 2020 року. Цей термін не було дотримано і міст ввели в експлуатацію 22 грудня 2020 року.

## Опис
Будівництво Південного мосту вздовж Південної об'їзної дороги Варшави (Południowa Obwodnica Warszawy, POW) офіційно розпочалося 21 червня 2017 року. Урочистий початок будівельних робіт відбулося символічним забиванням збірної палі під фундамент опори № 26 мосту з боку Вавера. Завдання «Б» охоплює фрагмент об'їзної дороги довжиною близько 6,5 км від розв'язки «Пшичулкова» (Przyczółkowa) до розв'язки «Вал Медзешинський» (Wał Miedzeszyński) — фрагмент швидкісної дороги S2. Завдання «Б» поділили на 3 частини, для яких планувалися окремі управлінські рішення. Початку будівництва мосту передувало видача Дозволу на здійснення дорожньої інвестиції (Zezwolenie na Realizację Inwestycji Drogowej, ZnRID) на ділянці № 2 з мостом через Віслу. Рішення ZnRID мазовецький воєвода видав 25 травня 2017 року.
- Головний проєктант: Рафал Сабіш
- Проєктант: Міхал Адамек
- Проєктант: Лукаш Вольщак
- Інспекція: м. ін. Рафал Левоцевич

Міст введено в експлуатацію 22 грудня 2020 року під іменем Анни Ягеллонки — з робочою назвою MG04 — один з найбільших автомобільних мостів у Польщі. Його архітектурна форма (обумовлена положеннями рішення про екологічні умови для надання згоди на реалізацію проєкту) — попередньо напружений міст з «плоскою конструкцією».
Загальна довжина мосту з під'їздом становить близько 1505 м, з них 533,6 м — міст, 342,8 м — під'їзд з боку Віланова і 629 м — під'їзд з боку Ваверу.
Міст складається з двох здвоєних конструкцій, окремо для кожної проїзної частини. Об'єкт має дві проїзні частини з чотирма смугами в кожну сторону шириною 3,5 метра, а також пішохідні та велосипедні доріжки. Загальна ширина мосту становить 45,80 м.
Міст має три опори в річці. Основи опор опираються на буронабивні палі великого діаметра. Деякі палі заглиблені на 27 м нижче дна Вісли, щоб стабілізувати ґрунт. При будівництві фундаментів у затоці використовувалися збірні залізобетонні палі загальною протяжністю приблизно 25,7 км. Загальна вага арматурної сталі, використаної для будівництва мосту, становить приблизно 10 тисяч тонн. Всього для доставки бетону здійснили 12 000 рейсів бетонозмішувачів.

## Будівництво
З липня 2013 року проводилися геологічні роботи (буріння) в рамках підготовки проєктної документації. У грудні 2013 року Генеральна дирекція національних доріг і автомагістралей (GDDKiA) оголосила тендер на будівництво останньої ділянки південної об'їзної дороги Варшави разом з мостом через Віслу. Дорога планувалася з двох проїзних частин по 4 смуги руху кожна.
У січні 2015 року GDDKiA повідомила, що п'ять компаній подали пропозиції на будівництво ділянки В траси S2, куди мав увійти Південний міст. У травні 2015 року підрядником будівництва мосту стала турецька компанія Gϋlermak Ağır Sanayi İnşaat ve Taahhut, A.Ş у співпраці з Компанією будівництва доріг та мостів з Мінська Мазовецького. Ця ділянка мала коштувати 757,64 млн злотих.
Через близькість природного резервату Завадовські Острови, за рік до початку будівництва почали видавати його звуки, щоб призвичаїти до нього птахів.
25 травня 2017 року видано рішення про надання дозволу на реалізацію дорожньої інвестиції з негайним впровадженням для ділянки траси S2 протяжністю 6,5 км разом з Південним мостом. Будівництво розпочато в червні 2017 року. У травні 2019 року роботи з будівництва мосту були тимчасово припинені через високий рівень води в річці. Проблеми на будівництві також були спричинені спекою та низьким рівнем води внаслідок цього. Баржі, які були тимчасовою переправою для машин, сіли на мілину в 2017 році; своєю чергою, у 2019 році пошкоджені через низький рівень води баржі довелося відбуксирувати на річкову верф у Плоцьку для ремонту. Також на дні річки виявлено валун, який не вдалося розбити. Через це довелося перепроєктувати одну з опор та змінити графік робіт. Це також перешкоджало роботі спеціальної машини-павука, яка, пересуваючись по опорах кожні два тижні, мала бетонувати наступні фрагменти під'їзних доріг до мосту (в результаті, міст збудували навісним методом).
16 січня 2020 року оголосили, що першою стане доступною північна частина мосту, де тимчасово буде можливий рух в обох напрямках. 4 травня оголошено, що очікувана дата завершення ділянки B дороги S2 (тобто від вулиці Пшичулкової до Валу Медзешинського) — жовтень 2020 року.
Міст введено в експлуатацію 22 грудня 2020 року.

## Назва
Протягом багатьох років міст називали «Південним мостом» через його розташування в південній частині міста. Ця назва використовувалася в численних планувальних дослідженнях і документах, тому з часом її почали вважати як кінцеву назву, не відмовляючись від пошуку відповідного патрона.
У 2021 році мер Варшави Рафал Тшасковський оголосив, що подасть заявку до варшавської ради, щоб назвати міст на честь королеви Анни Ягеллонки. Раніше були пропозиції назвати новий міст на честь Великого оркестру святкової допомоги, Варшавської битви чи Легіонів Пілсудського.
Ідея назвати міст на честь Анни Ягеллонської отримала схвальний висновок від Муніципальної групи з іменування. 10 червня 2021 року Рада Варшави прийняла постанову про те, що вона буде покровителькою мосту.